# فولغا سيبر (سيارة)
فولغا سيبر (بالروسية: Волга Сайбер) هي سيارة مدمجة من صناعة مصنع غوركي للسيارات في روسيا أنتجت بين سنتي 2008-2010 وتعمل بالوقود والبنزين حسب الطلب وتعتبر من الجيل المتقدم من السيارات الروسية ولقت نجاحا كبيرا في روسيا ودول الاتحاد السوفياتي سابقا وتعتبر متطورة عموما وأزاحت الطابع السيئ المعروف عن السيارات الروسية.